# Anthony Dominic Fahy

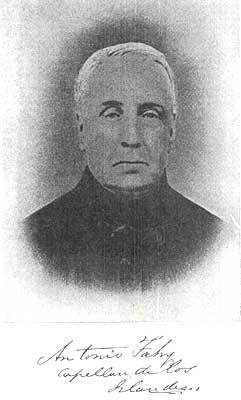

Anthony Dominic Fahy (Loughrea, Irlanda, 11 de enero de 1805-Buenos Aires, Argentina, 20 de febrero de 1871) fue un sacerdote católico irlandés. Calificado por Bartolomé Mitre como el «el patriarca de los irlandeses en Argentina», Fahy fue el jefe de facto de la comunidad irlandesa en Argentina entre 1844 y 1871, año de su muerte.

## Vida
Anthony Fahy (o Fahey, como pedía él mismo que se escribiese su apellido) nació en 1805 en Loughrea o Baile Locha Riach (la ciudad del lago gris, en irlandés), en el condado de Galway. Hijo de Patrick Fahy y Belinda Cloran, Anthony Fahy se queda huérfano a los cinco años .
Fahy se une a la Orden de Santo Domingo a los 20 años y recibe los hábitos dominicos el 4 de agosto de 1828. Enviado a Roma a estudiar en el Colegio de San Clemente, se ordena sacerdote el 19 de marzo de 1831 y completa sus estudios en 1834. Ese año deja Roma y se dirige a Ohio para ingresar en el convento de St. Josph, en Somerset. En 1836 regresa a Irlanda y es designado prior del convento de Black Abbey, en Kilkenny. En 1843 el arzobispo de Dublín, Daniel Murray, lo designa capellán de la comunidad irlandesa en Argentina.
Fahy llegó a Argentina en 1844 como nuevo párroco de la comunidad irlandesa en Argentina. Lo habían precedido como párrocos de la comunidad el padre Patrick Moran en 1829 y el padre Patrick O'Gorman en 1830.
El padre Fahy se hizo amigo y confesor de su compatriota Guillermo Brown.
En 1848 Fahy funda el Hospital Irlandés. Para trabajar en el hospital, el padre Fahy solicita a Dublín la ayuda de las Hermanas de la Misericordia. En 1856 llegan ocho monjas de las Hermanas de la Misericordia acompañadas por el padre John Cullen.
Funda asimismo un orfanato para niñas que en 1899 daría origen al Colegio Santa Brígida.
Fahy favoreció la inmigración irlandesa a Argentina. Con su característica frase: «Go West!», invitaba a sus connacionales a dedicarse a la cría de ovejas en la provincia de Buenos Aires.
En 1849 el padre Fahy envía un informe a Roma en el que describe la situación de la Iglesia en Argentina:

Puedo atestiguar sobre el estado de la religión en las parroquias rurales de esta diócesis [de Buenos Aires]; y asevero, sin temor de ser desmentido, que en ninguna parte del mundo la moralidad pública ha decaído tanto.

Fahy fue un decidido defensor del gobernador Juan Manuel de Rosas, aunque su lealtad hacia el gobernador fue dudosa durante el Bloqueo anglo-francés del Río de la Plata. El historiador británico David Rock dice:

Conozco a un solo entusiasta de una hipotética conquista militar británica de Buenos Aires. Irónicamente, un irlandés. En 1845-1847, Antonio Fahy, un cura empobrecido y recién llegado, pidió un subsidio del gobierno británico anunciando su voluntad de actuar como un líder colonial, sobre la base de su prestigio dentro de la comunidad irlandesa de Buenos Aires.

Fahy recaudó £441 para ayudar a los irlandeses víctimas de la Gran hambruna irlandesa.
Fahy aprobó la decisión de Rosas de ejecutar a la joven Camila O'Gorman en 1848.
Luego de la caída de Rosas, Fahy supo acomodarse a la nueva situación política; los unitarios, enemigos del rosismo, reconocieron la labor pastoral de Fahy y el 28 de mayo de 1864 el presidente Bartolomé Mitre lo designa canónigo honorario de la Catedral Metropolitana de Buenos Aires.
Fahy recorría toda la provincia montado a caballo, visitando a sus compatriotas dispersos por la campaña. Un compatriota irlandés lo recordaba así:

«Benditos sean aquellos tiempos cuando el padre Fahy partía de Buenos Aires a caballo para visitar a su rebaño de fieles desperdigados. Frecuentemente galopaba de cuarenta a sesenta millas por día, cambiando caballos cuando se le presentaba la oportunidad. Muchas noches dormía en su recado envuelto con su poncho, con el techo de paja de algún rancho sobre su cabeza y a veces nada más que el estrellado cielo de la pampa. Muchas de sus comidas las comía (en lugares) donde el huésped debía tomar la carne con los dedos y usar su propio cuchillo de campo como mejor le pareciese».

Fahy solía hacer de «casamentero» entre los miembros de la comunidad irlandesa. Al respecto Andrew Graham-Yooll cuenta:

(...) los irlandeses llegaron a estas tierras escapando de las hambrunas de 1840 y de la de 1860. Lo hicieron con una mano atrás y la otra adelante, se instalaron como pudieron en diversos puntos del país y, entre whisky va y whisky viene, intentaban olvidar su tierra. Un sacerdote, el irlandés Fahy, los ayudaba a encontrar trabajo y, para que no se gastaran todo el salario en burdeles, les conseguía también esposa. Así, de la noche a la mañana se encontraban con una mujer al lado partiendo hacia algún punto remoto.

Yool también califica a Fahy como una de «las grandes personalidades de la educación en inglés en la Argentina.»
En 1857 Fahy intercede ante el Arzobispado de Buenos Aires para que envíen sacerdotes para los irlandeses de las Islas Malvinas luego de carecer por más de cincuenta años de atención espiritual de la Iglesia Católica en lo que hoy es la Prefectura Apostólica de Malvinas.
El padre Fahy organizó a la comunidad irlandesa de la campaña bonaerense en doce parroquias y para ello designó a doce capellanes irlandeses: Thomas Carolan, James Curran, James Kirby, Michael Connolly, Largus Michael Leahy, Patrick J. Dillon, Patrick Lynch, Samuel O'Reilly, Thomas Mulleady, Felix O'Callaghan, John Baptist Leahy y Edmund Flannery.
El padre Fahy falleció en Buenos Aires como consecuencia de la fiebre amarilla el 20 de febrero de 1871.
El padre Patrick Joseph Dillon reemplazó al padre Fahy como capellán general de los irlandeses en Buenos Aires.

## Lugares
- En 1911 Margarita Mooney de Morgan dona la capilla del Colegio Santa Brígida del barrio de Caballito, que fue construido en memoria de Fahy.[21]
- La Iglesia Mater Misericordiae del barrio de Monserrat.
- El Instituto Fahy, de la localidad de Moreno, fundado en 1891.
- La Asociación Exalumnos Instituto Fahy o Fahy Club.
- También llevan su nombre dos calles en localidades de la Provincia de Buenos Aires: la calle Reverendo Padre Fahy en La Reja y la calle Padre Fahy en Capilla del Señor.
- En la ciudad de Buenos Aires, un pasaje de dos cuadras entre las calles Tinogasta y J. P. Varela recuerdan al sacerdote.